# Alan Johnson
Alan Arthur Johnson (Londen, 17 mei 1950) is een voormalig Brits politicus van de Labour Party.
- Gemeinsame Normdatei: 1037331702
- International Standard Name Identifier: 0000 0000 6737 6986
- Library of Congress Control Number: nb2010024359
- MusicBrainz: 8b5e1489-1ab5-4485-8a68-beebeaaee21b
- Nationale Bibliotheek van Israël: 987012502839405171
- Nederlandse Thesaurus van Auteursnamen: 374381089
- SNAC: w68t9w4j
- Virtual International Authority File: 153875190
- WorldCat: E39PBJh4wmwwQkVv7tDFG767pP